# Златен глобус
„Златен глобус“ са награди, които се дават всяка година в САЩ за игрални филми и телевизионни програми от HFPA (Асоциацията на холивудската чуждестранна преса). Провеждани от 1944 година и съпроводени с официална вечеря, наградите са често наричани третите най-гледани награди за кино и телевизия (след наградите на Академията за кино и наградите Еми за телевизия).
Златните глобуси се раздават в началото на годината и са според гласовете (до 2003) на 96 журналисти, живеещи в Холивуд, Калифорния, и свързани с медии извън Съединените щати.

## Категории на наградите
До 1956 наградите за Златен глобус се давали само за кино филми, но след това се прибавени и награди за телевизия.

### Филмови награди
- Златен глобус за най-добър филм - драма
- Златен глобус за най-добър филм - мюзикъл или комедия
- Златен глобус за най-добър чуждестранен филм
- Златен глобус за най-добър анимационен филм
- Златен глобус за най-добър актьор в драма
- Златен глобус за най-добра актриса в драма
- Златен глобус за най-добър актьор в мюзикъл или комедия
- Златен глобус за най-добра актриса в мюзикъл или комедия
- Златен глобус за най-добър актьор в поддържаща роля
- Златен глобус за най-добра поддържаща актриса
- Златен глобус за най-добър режисьор
- Златен глобус за най-добър сценарий
- Златен глобус за най-добра филмова музика
- Златен глобус за най-добра оригинална песен
- Златен глобус на името на Сесил Демил

### Телевизионни награди
- Златен глобус за най-добър сериал – драма
- Златен глобус за най-добър сериал – мюзикъл или комедия
- Златен глобус за най-добър телевизионен филм
- Златен глобус за най-добър актьор в сериал – драма
- Златен глобус за най-добра актриса в сериал – драма
- Златен глобус за най-добър актьор в сериал - мюзикъл или комедия
- Златен глобус за най-добра актриса в сериал - мюзикъл или комедия
- Златен глобус за най-добър актьор в телевизионен филм
- Златен глобус за най-добра актриса в телевизионен филм
- Златен глобус за най-добър поддържащ актьор в сериал или телевизионен филм
- Златен глобус за най-добра поддържаща актриса в сериал или телевизионен филм

### Неактивни награди
- Златен глобус за най-добър актьор (1944 – 1950)
- Златен глобус за най-добра актриса (1944 – 1950)
- Златен глобус за най-добър документален филм (1973, 1974, 1977)
- Златен глобус за най-добър англоезичен чуждестранен филм (1957 – 1959, 1961, 1963, 1965 – 1973)
- Златен глобус за изгряващ актьор (1948, 1950, 1952 – 1977, 1979 – 1981, 1983)
- Златен глобус за изгряваща актриса (1948, 1950, 1952 – 1977, 1979 – 1983)
- Награда Хенриета за любим актьор (1950 – 1979)
- Награда Хенриета за любима актриса (1950 – 1979)